# Steffisburg
Steffisburg (Frans (verouderd): Steffisbourg) is een gemeente en plaats in het Zwitserse kanton Bern, en maakt deel uit van het district Thun. Steffisburg telt 15.585 inwoners.

## Geboren
- Barbara Egger-Jenzer (1956), politica
- Ana-Maria Crnogorčević (1990), voetballer

## Overleden
- Ruth Bietenhard (1920-2015), onderwijzeres, dialectoloog en schrijfster